# Anderson Vasconcelos Pellegrini
Anderson Vasconcelos Pellegrini (San Paolo, 16 dicembre 1975) è un allenatore di calcio a 5 ed ex giocatore di calcio a 5 brasiliano naturalizzato italiano.

## Carriera
Sebbene in patria fosse conosciuto come Anderson Vasconcelos, o con lo pseudonimo "Dê", in Italia è noto come "Pellegrini". Solitamente utilizzato in posizione di laterale difensivo, inizia la carriera di giocatore nel 1995-1996 al Rías Baixas. Nell'estate 2011 lascia la Luparense per approdare all'Asti. Con i piemontesi realizza 3 reti in campionato ma soprattutto contribuisce alla vittoria della prima Coppa Italia della società. Nella stagione 2012-2013 diventa allenatore della formazione esordienti della società orange. Il 1º ottobre 2012, annuncia ufficialmente sul sito dell'Asti, l'addio al futsal giocato a 36 anni, rimanendo comunque all'interno dell'organigramma societario del club piemontese. In seguito, è stato assistente tecnico del Corinthians e prepratore atletico del Nagoya Oceans.

## Palmarès

### Competizioni nazionali
- Campionato italiano: 1

Luparense: 2008-09
- Coppa Italia: 2

Prato: 2003-04
Asti: 2011-12
- Supercoppa italiana: 3

Prato: 2003
Luparense: 2008, 2009